# +0
+0은 수학이나 컴퓨터에서 숫자를 표현할 때 등장할 수 있는 숫자로, 보통은 0과 같이 부호가 없는 의미를 지니지만 -0과 구별해 양의 부호를 가지기도 한다

## 컴퓨터
숫자를 비트의 나열로 표현할 때, 표현법에 따라 +0이 -0과 구별되어 나타날 수 있다. 예를 들어, 1의 보수 표현법에서는 +0을 비트로 00000000으로 나타내었다고 하면, 0의 1의 보수는 -0 = 11111111이 된다. 또한 부동소수점에서도 +0과 -0이 구별될 수 있다.
한편, 2의 보수 표기에서는 0은 양수로 취급된다.

## 수학
함수의 극한에서  {\displaystyle +0}과  {\displaystyle -0}은 그 값의 이동 방향을 나타낸다. {\displaystyle \lim _{x\to a-0}f(x)=c}는 {\displaystyle x}가  {\displaystyle a}보다 작은 방향에서  {\displaystyle a}로 가까워지는 것을 의미하고, 반대로 {\displaystyle \lim _{x\to a+0}f(x)=c}는 {\displaystyle x}가  {\displaystyle a}보다 큰 방향에서  {\displaystyle a}로 가까워지는 것을 의미한다.
예를 들어, {\displaystyle f(x)}가 {\displaystyle x\geq 0}일 때  {\displaystyle 1,x<0}일 때  {\displaystyle 0}을 가지는 함수라면 {\displaystyle \lim _{x\to 0-0}f(x)=0}, {\displaystyle \lim _{x\to 0+0}f(x)=1}이 된다.
이와같이 극한값이 존재하지 않는 함수에서 좌극한과 우극한을 구별하는 과정에서  {\displaystyle +0}과  {\displaystyle -0}이 나타난다.
또한  {\displaystyle {1 \over 0}}꼴의 극한에서  {\displaystyle +0}과  {\displaystyle -0}은 발산하는 값이  {\displaystyle +}무한대와  {\displaystyle -}무한대로 구별된다.

## 같이 보기
- 0
- -0
- 1
- 0으로 나누기